# Liste der Kulturgüter in Pleigne
Die Liste der Kulturgüter in Pleigne enthält alle Objekte in der Gemeinde Pleigne im Kanton Jura, die gemäss der Haager Konvention zum Schutz von Kulturgut bei bewaffneten Konflikten, dem Bundesgesetz vom 20. Juni 2014 über den Schutz der Kulturgüter bei bewaffneten Konflikten sowie der Verordnung vom 29. Oktober 2014 über den Schutz der Kulturgüter bei bewaffneten Konflikten unter Schutz stehen.
Objekte der Kategorien A und B sind vollständig in der Liste enthalten, Objekte der Kategorie C fehlen zurzeit (Stand: 1. Januar 2023).

## Kulturgüter
| Foto | | Objekt | Kat. | Typ | Standort                                | Beschreibung |
| ---- | --- | --- | ---- | --- | --------------------------------------- | ------------ |
| ja   | Datei hochladen · Wikidata zu Ehemaliges Priorat Löwenburg (Q1659306)                                           | Ehemaliges Priorat Löwenburg / Ancien prieuré du Löwenburg KGS-Nr.: 03558                                                                                           | A    | G   | Le Löwenburg 86 590606 / 253646         |              |
| BW   | Datei hochladen · Wikidata zu Löwenburg, paläolithische Freilandstation und neolithische Silexminen (Q29521919) | Löwenburg, paläolithische Freilandstation und neolithische Silexminen / Löwenburg, station paléolithique en plein air et mines de silex néolithiques KGS-Nr.: 03559 | A    | F   | 591401 / 254050                         |              |
| ja   | Datei hochladen · Wikidata zu Kirche Saint-Pierre-et-Saint-Paul (Q29785467)                                     | Kirche Saint-Pierre-et-Saint-Paul / Église Saint-Pierre-et-Saint-Paul KGS-Nr.: 03560                                                                                | B    | G   | Route des Geais 30 589109 / 250770      |              |
| BW   | Datei hochladen · Wikidata zu Mühle von Bavelier (Q29785471)                                                    | Mühle von Bavelier / Moulin de Bavelier KGS-Nr.: 03561 | B    | G   | Moulin de Bavelier 84 589290 / 252851   |              |
| ja   | Datei hochladen · Wikidata zu Derrie le Tchété, mittelalterliche Burgruine Löwenburg (Q29785472)                | Derrie le Tchété, mittelalterliche Burgruine Löwenburg / Derrie le Tchété, ruines médiévales du château de Löwenburg KGS-Nr.: 03562                                 | B    | F   | 590768 / 253170                         |              |
| BW   | Datei hochladen · Wikidata zu Museum Löwenburg (Q27487082)                                                      | Museum Löwenburg / Musée du Löwenburg KGS-Nr.: 10662 | B    | S   | Le Löwenburg 86 590618 / 253646         |              |
| ja   | Datei hochladen · Wikidata zu Pfarrhaus und angebautes Schulhaus (Q29785466)                                    | Pfarrhaus und angebautes Schulhaus / Cure et école annexée KGS-Nr.: 16136                                                                                           | B    | G   | Route des Geais 39 589129 / 250807      |              |
| BW   | Datei hochladen · Wikidata zu Bauernhaus Bavelier (Q29785469)                                                   | Bauernhaus Bavelier / Ferme de Bavelier KGS-Nr.: 16137 | B    | G   | Métairie de Bavelier 85 589654 / 251867 |              |